# Astrofotografija
Astrofotografija je fotografiranje noćnog neba i nebeskih tijela kao što su planeti, zvijezde, maglice i galaksije. Pomoću astrofotografije mogu se snimiti objekti i detalji na njima koji su inače nevidljivi golim okom. Pojam astrofotografije obično podrazumijeva snimanje u vidljivom dijelu spektra no ponekad je moguće vidjeti astrofotografije iz drugih dijelova spektra - infracrvenog i ultraljubičastog prenesene u vidljivi dio spektra.
Uz nekoliko izuzetaka, astrofotografija znači snimanje vrlo tamnih objekata na noćnom nebu. Fotoosjetljivi materijali (fotografski film, CCD čipovi) u stanju su prikupljati svjetlost nebeskih objekata tijekom duljeg vremenskog intervala (ekspozicije) i na taj način udaljene i/ili tamne objekte učiniti vidljivima. Što je dulje vrijeme ekspozicije više će svjetlosti biti zabilježeno na fotoosjetljivom mediju. Za astrofotografiju je dovoljan bilo kakav optički sustav koji je u mogućnosti sakupiti i fokusirati svjetlost. To može biti običan fotografski objektiv ili astronomski teleskop.

## Profesionalna astrofotografija
Razvitkom fotografije profesionalni astronomski teleskopi prestali su se upotrebljavati za vizualna opažanja te se u današnje vrijeme koriste isključivo s astronomskim kamerama kako bi radili nova otkrića i astronomska mjerenja. Veliki astronomski teleskopi zapravo su fotografski objektivi velikih promjera kako bi skupili što više svjetlosti i postigli što veću razlučivost. Budući da je za snimanje tamnih objekata potrebno izuzetno mračno noćno nebo bez svjetlosnog onečišćenja astronomski opservatoriji grade se na mjestima udaljenim od ljudske populacije. Rezoluciju teleskopa najviše ograničava treperenje Zemljine atmosfere pa se najveći teleskopi postavljaju na visokim planinama kako bi bili iznad većeg dijela atmosfere te na područjima sa stabilnim i suhim klimatskim uvjetima. Zbog ograničavajućeg faktora atmosfere neki teleskopi se šalju u svemir gdje bez ograničenja mogu vršiti opažanja i na Zemlju slati fantastične detaljne astrofotografije poput svemirskog teleskopa Hubblea.

## Amaterska astrofotografija
Astrofotografija je vrlo popularna kod astronoma amatera. Snimanjem noćnog neba do izražaja dolaze detalji i prekrasne boje nebeskih objekata koje golim okom ne možemo vidjeti. Moderni digitalni fotoaparati i specijalizirane astronomske CCD kamere omogućuju entuzijastima snimanje fotografija koje su iz godine u godinu sve kvalitetnije te konkuriraju snimkama profesionalnih opservatorija s kraja 20. stoljeća. Iako se astronomi amateri uglavnom bave astrofotografijom iz estetskih razloga kako bi drugima pokazali ljepote noćnog neba, uz pomoć astrofotografije mogu se napraviti i nova otkrića.
Osim za snimanje Sunca, Mjeseca i planeta, astrofotografija zahtjeva dugačke ekspozicije od nekoliko sekundi pa sve do nekoliko sati neprestanog snimanja. Budući sa se Zemlja okreće oko svoje osi potrebno je koristiti mehanizam za kompenzaciju rotacije kako bi zvijezde ostale točkaste - u protivnom ostavljaju dugačke tragove na fotografiji.

### Vrste fotoaparata/kamera
Gotovo sve što se koristi za normalnu fotografiju može se koristiti i za fotografiranje nebeskih objekata. Ipak, svaki fotoaparat ili kamera ima neku svoju specifičnost. U astrofotografiji najčešće se koriste:
- klasični fotoaparati
- digitalni fotoaparati
- CCD kamere za astronomiju
- planetarne, web ili sigurnosne kamere

Klasični fotoaparati koriste film za dobivanje slike noćnog neba. Kod dugačkih ekspozicija filmovi ne primaju svjetlost linearno, odnosno imaju grešku reciprociteta. To znači da će za dvostruko sjajniju sliku trebati više nego dvostruko produljene ekspozicije. Rezolucija filma ovisi o njegovoj zrnatosti te je u pravilu manja od digitalnih fotoaparata. Astrofotografije na filmu su pojavom digitalnih fotoaparata postale vrlo rijetke no i danas se koriste pri snimanju vrlo dugačkih ekspozicija za tragove zvijezda te širokokutnih astrofotografija na srednjem formatu. U odnosu na digitalne fotoaparate prednost im je što nemaju digitalni šum, a snimke na kolor dijapozitivima bogate su zasićenim bojama.
Digitalni fotoaparati svjetlost skupljaju na fotoosjetljivi čip. Osjetljivost na svjetlost im je linearna što omogućava kraće ekspozicije u odnosu na klasične fotoaparate. Za astrofotografiju se preferiraju refleksni digitalni fotoaparati zbog veće površine čipa i mogućnosti snimanja dugačkih ekspozicija. Digitalni fotoaparati prilikom dugačkih ekspozicija i većih ISO osjetljivosti na slici bilježe i veliku količinu digitalnog šuma koji je veći što je temperatura okoline veća. Digitalni šum rješava se korištenjem više uzastopnih snimki istog objekta te redukcijom šuma pomoću "dark framea".
Budući da su čipovi osjetljivi i na infracrveni dio spektra ispred njih se postavljaju filteri koji taj dio blokiraju. Nažalost najćešće blokiraju i emisiju h-alpha područja na 656 nm u kojem svijetle međuzvjezdani oblaci vodika koji zbog toga na snimkama izgledaju blijedo sivo umjesto zagasito crveno. Napredniji astrofotografi zbog toga koriste modificirane digitalne fotoaparate kojima je filter zamijenjen drugim s maksimalnom propusnosti u h-alpha području, ali da i dalje eliminira infracrvenu svjetlost.
CCD kamere za astronomiju specijalizirani su aparati za astrofotografiju. Imaju mogućnost hlađenja čipa čime se smanjuje termalni šum te puno veći dinamički raspon i efikasnost u odnosu na obične digitalne fotoaparate. CCD kamere moraju se koristiti s računalom jer nemaju mogućnost pohranjivanja snimaka na vlastitu memoriju. Postoje monokromatske verzije, odnosno bez filtera na CCD čipu kako bi se odjednom snimila što veća količina svjetlosti. Za dobivanje snimaka u boji tada se koriste RGB (zeleni, plavi i crveni) filteri. Često se koriste i uskopojasni filteri koji propuštaju vrlo malo područje vidljivog spektra zračenja (npr. h-alpha) kako bi se bolje snimile maglice.
Astronomske CCD kamere se osim za dobivanje lijepih snimki noćnog neba koriste i za astronomska mjerenja - astrometriju, fotometriju i spektrografiju.
Planetarne, web ili sigurnosne kamere koriste se za snimanje planeta Sunčevog sustava. To su digitalne kamere kojima je glavna prednost mogućnost snimanja video isječaka kako bi se uhvatili trenutci dok je atmosfera stabilna, a slika što je moguće oštrija. Takve kamere ne moraju imati čip velikih dimenzija jer planeti u najboljim slučajevima zauzimaju tek nekoliko stotina piksela. Važno je da imaju veliku propusnost prema računalu kako bi mogli prenijeti što više sličica u sekundi (engl. FPS - frames per second) i to bez gubitaka podataka zbog njihove kompresije. Web kamere iako su dobar i ekonomičan izbor najčešće nemaju veliku osjetljivost ili propusnost pa ozbiljniji amateri snimaju uz pomoć specijaliziranih kamera za snimanje planeta. Nakon snimanja, iz video isječka se pomoću specijaliziranog programa odabiru najoštrije sličice koje se registriraju i kombiniraju kako bi se dobila detaljna i oštra slika planeta.

### Metode fotografiranja
Snimanje s fotografskog stativa
To je najjednostavniji ačin astrofotografije. Ne koristi se teleskop već objektiv fotoaparata, najčešće širokokutni. Vrijeme ekspozicije je najčešće kratko (do 30 sekundi) kako bi zvijezde ostale točkaste. Moguće je snimati i vrlo dugačke ekspozicije kako bi se namjerno dobili dugački šareni zvjezdani tragovi. Neprekidne ekspozicije od nekoliko sati uglavnom se rade samo s klasičnim fotoaparatima. Digitalnim fotoaparatom bolje je snimati više uzastopnih kraćih ekspozicija koje se kasnije kombiniraju u nekom programu za obradu fotografija. 
Montaže za kompenzaciju rotacije noćnog neba
Na fotografski stativ može se staviti montaža s mehanizmom za kompenzaciju rotacije noćnog neba. Ona se može napraviti u samogradnji  Arhivirana inačica izvorne stranice od 25. lipnja 2014. (Wayback Machine), a postoje i komercijalne motorizirane ekvatorijalne platforme. Takvim montažama obično se rade snimke duljine ekspozicije do 10 minuta i teleobjektivima do otprilike 200mm žarišne duljine.
"Piggyback" metoda
Astronomi amateri koji imaju teleskop s ekvatorijalnom montažom mogu fotoaparat pričvrstiti paralelno s teleskopom i koristiti njegovu montažu za kompenzaciju rotacije noćnog neba. Fotoaparat i dalje snima kroz vlastiti objektiv dok se kroz teleskop mogu vršiti korekcije ako je potrebno. Prednost ove metode je mogućnost preciznijeg praćenja noćnog neba pa se fotoaparat može upotrebljavati s teleobjektivima.
Snimanje kroz teleskop
Za detaljnije snimke nebeskih objekata svakako je najbolje koristiti teleskop. Postoji nekoliko metoda snimanja kroz teleskop:
- Snimanje u primarnom žarištu teleskopa - za ovu metodu mogu se koristiti isključivo refleksni fotoaparati ili astronomske CCD kamere. S fotoaparata se ukloni objektiv te se tijelo aparata stavlja u fokuser teleskopa umjesto okulara i dijagonalnog zrcala. Optika teleskopa koristi se kao veliki teleobjektiv. Snimanje u primarnom žarištu moguće je napraviti sa svim vrstama teleskopa iako je često potreban nekakav oblik korektivne optike između teleskopa i fotoaparata slike kako zvijezde na rubovima ne bi bile izdužene zbog optičkih grešaka. Montaža teleskopa najčešće je ekvatorijalna. Za viličastu alt-azimutalnu montažu bit će potreban derotator vidnog polja.

- Okularna projekcija - koristi se za snimanje planeta. Okular projicira povećanu sliku na senzor fotoaparata/kamere s kojega je maknut objektiv. Dobiva se uvećana slika planeta kako bi se mogli snimiti detalji na površini. Umjesto okulara može se koristiti barlow leća ili telekonverter koji svojim optičkim sustavom povećavaju žarišnu duljinu teleskopa pa se također dobije uvećana slika planeta.

- Afokalna metoda - fotoaparati kojima se ne može ukloniti objektiv mogu snimati kroz teleskop tako da se objektiv prisloni na okular teleskopa. Za kvalitetnu snimku potrebno je aparat fiksirati da se slika ne trese. Ovim načinom mogu se dobiti dobre snimke planeta te sjajnijih maglica i zvjezdanih skupova.

## Primjeri nekih tehnika astrofotografija
- Zviježđe Oriona iznad maglovitog Zagreba snimljeno refleksnim digitalnim fotoaparatom. Jedna ekspozicija od 30 sekundi.
- Maglica Messier 42 u Orionu snimljena astronomskom CCD kamerom kroz teleskop.
- Tragovi zvijezda iznad zvjezdarnice Tičan u Istri. Jedna ekspozicija od 3 sata napravljena klasičnim srednjeformatnom fotoaparatu.
- Mliječni put snimljen "piggy back" metodom modificiranim digitalnim refleksnim fotoaparatom.
- Rotacija Jupitera tijekom intervala od gotovo 2h. Snimljeno planetarnom kamerom kroz maksutov-newton teleskop s teleekstenderom. Ukupna žarišna duljina 5400 mm.

## Opće metode
- duga izlaganja
- kompenzacija rotacije Zemlje
- korištenje raznih filtera

### Metode posebne za fotografski film
- emulzije koje su posebno formulirane za niske razine svjetlosti
- hipersensitiranje fotografske emulzije koristeći inertne plinove

### Metode posebne za CCD
- hlađenje kamere

## Otkrića
Patuljasti planet Pluton je otkriven pomoću korištenje astrofotografije.

## Vanjske poveznice
- Vodič kroz digitalnu astrofotografiju
- Jednostavna astrofotografija   Arhivirana inačica izvorne stranice od 16. siječnja 2012. (Wayback Machine)   Arhivirana inačica izvorne stranice od 14. siječnja 2012. (Wayback Machine)